# Condado de Newton (Misuri)
El condado de Newton (en inglés: Newton County), fundado en 1838, es uno de 114 condados del estado estadounidense de Misuri. En el año 2010, el condado tenía una población de 58,114 habitantes y una densidad poblacional de 35.9 personas por km². La sede del condado es Neosho. El condado recibe su nombre en honor al revolucionario John Newton.

## Geografía
Según la Oficina del Censo, el condado tiene un área total de 1624 km² (627 mi²), de la cual 1621 km² (625,9 mi²) es tierra y 1 km² (0,4 mi²) (0.04%) es agua.

### Condados adyacentes
- Condado de Jasper (norte)
- Condado de Lawrence (noreste)
- Condado de Barry (sureste)
- Condado de McDonald (sur)
- Condado de Ottawa, Oklahoma (oeste)
- Condado de Cherokee (noroeste)

## Demografía
Según la Oficina del Censo en 2000, los ingresos medios por hogar en el condado eran de $35,041, y los ingresos medios por familia eran $40,616. Los hombres tenían unos ingresos medios de $30,057 frente a los $21,380 para las mujeres. La renta per cápita para el condado era de $17,502. Alrededor del 11.60% de la población estaban por debajo del umbral de pobreza.

## Transporte

### Carreteras principales
- Interestatal 44
- Interestatal 49
- U.S. Route 60
- U.S. Route 71
- Ruta 43
- Ruta 59
- Ruta 86
- Ruta 175

## Localidades
| - Diamond - Fairview | - Granby - Joplin | - Neosho - Seneca |

### Villas
| - Cliff Village - Dennis Acres - Grand Falls Plaza - Leawood - Loma Linda | - Newtonia - Redings Mill - Ritchey - Saginaw - Shoal Creek Drive | - Shoal Creek Estates - Silver Creek - Stark City - Stella - Wentworth |

### Municipios
- Municipio de Benton
- Municipio de Berwick
- Municipio de Buffalo
- Municipio de Dayton
- Municipio de Five Mile
- Municipio de Franklin
- Municipio de Granby
- Municipio de Marion
- Municipio de Neosho
- Municipio de Newtonia
- Municipio de Seneca
- Municipio de Shoal Creek
- Municipio de Van Buren
- Municipio de West Benton

### Otras localidades
| - Hornet - Monark Springs | - Racine - Spring City | - Tipton Ford - Wanda |